# Klaus von Beyme
Klaus Gustav Heinrich von Beyme (* 3. Juli 1934 in Saarau, Landkreis Schweidnitz, Niederschlesien; † 6. Dezember 2021 in Heidelberg) war ein deutscher Politikwissenschaftler und von 1974 bis zu seiner Emeritierung 1999 Professor am Institut für Politische Wissenschaft der Universität Heidelberg. Er forschte, lehrte und veröffentlichte zu politischen Theorien, Ideologien, Parteien und Systemen, insbesondere in vergleichender Perspektive. Seine Lehrbücher zum Politischen System der Bundesrepublik Deutschland und den Politischen Theorien der Gegenwart sind maßgebliche Standardwerke. Viele seiner Publikationen wurden mehrmals neu aufgelegt und in verschiedene Sprachen übersetzt.

## Leben
Klaus von Beymes Eltern, der Landwirt Wilhelm von Beyme (1901–1968) und Dorothee von Beyme, geborene von Rümker (1906–1997), waren Gutsbesitzer in Schlesien, später Hoteliers. Nach dem Abitur 1954 in Celle machte von Beyme 1954 bis 1956 in Braunschweig eine Ausbildung zum Verlagsbuchhändler. Ab 1956 studierte er zunächst Rechtswissenschaft, Soziologie und Geschichtswissenschaft; nach vier Semestern wechselte er von der Rechts- zur Politikwissenschaft. Er studierte bis 1961 an den Universitäten Heidelberg, Bonn, München, Paris und Moskau. Der außergewöhnliche Studienplatz Moskau (1959–1960) ergab sich aus der Lebensgeschichte Beymes, der in der Volkshochschule Russisch gelernt und sich erfolgreich für den Studentenaustausch beworben hatte. Von 1961 bis 1962 war Beyme Research Fellow am Russian Research Center der Harvard University und Assistent bei Carl Joachim Friedrich. 1963 wurde er in Heidelberg zum Dr. phil. promoviert. 1967 habilitierte er sich in Heidelberg und begann seine Lehrtätigkeit.
Beyme war 1967 bis 1973 ordentlicher Professor an der Universität Tübingen. Im Juli 1971 amtierte er dort für eine Woche kurzzeitig als Rektor der Universität, bevor er selbst wieder davon zurücktrat. Im Jahre 1972 erhielt er einen Ruf an die Universität Frankfurt am Main. Von 1973 bis 1975 war er Vorsitzender der Deutschen Vereinigung für Politische Wissenschaft.
Beyme war von 1974 bis 1999 ordentlicher Professor für Politikwissenschaft an der Universität Heidelberg und leitete das Institut für Politische Wissenschaft. Von 1982 bis 1985 war er Präsident der International Political Science Association, 1983 bis 1990 Mitglied des Research Council am Europäischen Hochschulinstitut in Florenz, 1985 Gastprofessor an der École libre des sciences politiques in Paris, 1979 Gastprofessor an der Stanford University (Kalifornien), 1989 Gastprofessor an der Universität Melbourne. 1990 bis 1993 war er Mitglied des Vorstandes der Kommission für die Erforschung des sozialen und politischen Wandels in den neuen Bundesländern; 1999 wurde Beyme emeritiert.
Beyme war ab 1959 verheiratet mit Maja von Beyme, geborene von Oertzen (* 28. Oktober 1935 in Rostock), Tochter des Oberregierungsrats und Rechtsanwalts Detlof von Oertzen  und dessen Frau Viktoria von Oertzen, geborene von Blücher. Ab seinem 24. Lebensjahr war Beyme Mitglied der SPD. Er hatte zwei Kinder (Maximilian und Katharina) und starb am 6. Dezember 2021 im Alter von 87 Jahren in Heidelberg.

### Wirken
Von Beymes Einführung in die politischen Theorien der Gegenwart erschien ab 1972, sein Lehrbuch über das politische System der Bundesrepublik Deutschland ab 1979 in zahlreichen Auflagen. Beide wurden in verschiedene Sprachen übersetzt und prägten Generationen von Studenten der Politikwissenschaft. 1982 wurde er Vorsitzender der Internationalen Gesellschaft für Politische Wissenschaften und Vorsitzender ders Weltpolitologen-Verbandes.
Beyme erhielt zahlreiche Anerkennungen für seine wissenschaftliche Tätigkeit, u. a. 1995 die Ehrenmitgliedschaft der Humboldt-Universität zu Berlin, 1998 die Universitätsmedaille der Universität Heidelberg und 2001 die Ehrendoktorwürde der Universität Bern. Außerdem war er Mitglied der Academia Europaea und der Berlin-Brandenburgischen Akademie der Wissenschaften. 2008 wurde er mit dem Schader-Preis geehrt.
Eine 1998 veröffentlichte Studie besagte, dass Beyme auf Rang zehn der weltweit wichtigsten Politikwissenschaftler stand – und zwar als einziger Deutscher. Beymes außergewöhnliche Bedeutung für das Fach zeigte sich auch auf deutscher Ebene. 41 Prozent der befragten Wissenschaftler benannten ihn als wichtigsten Vertreter der Politikwissenschaft in Deutschland. Auf Platz zwei lag er bei der Frage nach den wichtigsten Fachvertretern hinsichtlich ihrer „professionspolitischen Bedeutung“. Die meisten der Befragten glaubten, dass er die beste Reputation aller Politikwissenschaftler in der Öffentlichkeit genieße. Zweimal war Beyme auch unter den wichtigsten Vertretern einzelner Forschungsfelder zu finden: beim Themengebiet „Politische Theorie, Politische Philosophie und Ideengeschichte“ und beim Fachgebiet „Vergleichende Politikwissenschaft / Systemvergleich“. Beyme betreute etwa 100 Promotionen und 16 Habilitationen.
Beyme wurde am 2. September 2010 sowohl für seinen „gewaltigen Beitrag zur Entwicklung der Politikwissenschaft in Europa und der ganzen Welt“ als auch für seine langjährige Tätigkeit als Professor für Politikwissenschaft an den verschiedensten Universitäten weltweit mit der Ehrenprofessur der Lomonossow-Universität Moskau geehrt. Insbesondere habe er sich um die Entwicklung der Beziehungen zwischen der Lomonossow-Universität und den Universitäten in Deutschland verdient gemacht, so die Laudatoren. Die Verleihung der Auszeichnung fand im Rahmen eines Festaktes statt, zu dem der Rektor der Moskauer Universität geladen hatte, im Beisein des Bürgermeisters von Moskau, Juri Michailowitsch Luschkow.
Auf seiner Sitzung in Tokio am 14./15. April 2012 beschloss das Executive Committee der International Political Science Association (IPSA), deren Präsident er ab 1982 war, dass Klaus von Beyme in Würdigung seines Lebenswerks der Mattei Dogan Award for High Achievement in Political Science zuerkannt werde. Die Verleihung des mit 5000 US$ dotierten Preises erfolgte auf dem XXII World Congress of Political Science (Madrid, 8.–12. Juli 2012) durch Jean-Pascal Daloz (Mattei Dogan Foundation) im Rahmen einer festlichen Veranstaltung, bei welcher Klaus von Beyme einen Festvortrag hielt.
Nach der Wiedervereinigung identifizierte Klaus von Beyme den Ostberliner Vertreter im Exekutivkomitee der International Political Science Association, Karl-Heinz Röder, als hochrangigen Stasi-Offizier.

### Forschungsschwerpunkte
Einen Forschungsschwerpunkt stellte die vergleichende Untersuchung der Regierungssysteme in Europa dar, dabei insbesondere im ehemaligen Ostblock. Zu seinen Fachgebieten wie „Vergleichende Politikwissenschaft“, „Politische Theorie“ oder „Policy-Analyse“ (Kulturpolitik, Kunst und Politik, Wohnungs- und Städtebaupolitik) verzeichnete Beyme zahlreiche Publikationen. Er sah das Hochschulsystem der Vereinigten Staaten als Vorbild. Auch seine Beiträge zur Erforschung der Geschichte der Disziplin Politikwissenschaft sind anerkannt, insbesondere zur Geschichte der vergleichenden Politikwissenschaft und eines ihrer Gründungsväter, Carl Joachim Friedrich.

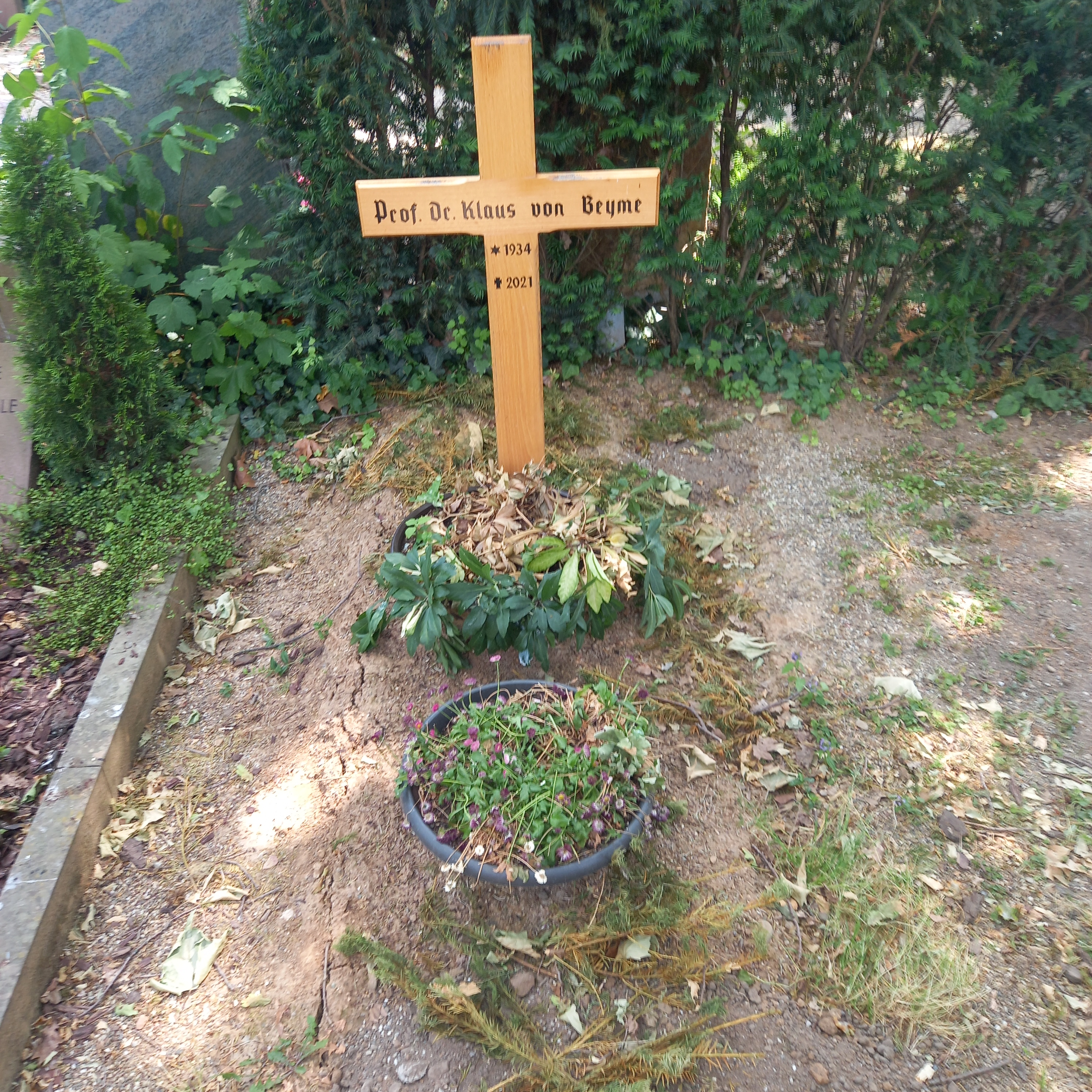
Das Grab von Klaus von Beyme auf dem Friedhof Neuenheim in Heidelberg

Zu seinen Leidenschaften gehörten die Architektur- und Kunstgeschichte. Seine Werke Das Zeitalter der Avantgarden. Kunst und Gesellschaft 1905–1955 und Die Faszination des Exotischen. Exotismus, Rassismus und Sexismus in der Europäischen Kunst tragen dem Rechnung. Beymes Werk über den Wiederaufbau (1987) verbindet politologische und ästhetische Sichtweisen und relativiert das Klischee der besonderen Affinität von „konservativem“ Architekturgeschmack und faschistischem Denken, indem es an Beispielen wie Rudolf Hillebrecht, Roland Rainer oder Friedrich Tamms die erfolgreichen Nachkriegskarrieren von NS-Architekten beleuchtet.
Er war Kuratoriumsmitglied der Carlo-Schmid-Stiftung.

## Bücher
- Der Föderalismus in der Sowjetunion. Quelle & Meyer, Heidelberg 1964.
- Politische Soziologie im zaristischen Russland. Harrassowitz, Wiesbaden 1965 (Zugl.: Heidelberg, Univ., Diss., 1962/63).
- Das präsidentielle Regierungssystem der Vereinigten Staaten in der Lehre der Herrschaftsformen. Müller, Karlsruhe 1967.
- Die verfassungsgebende Gewalt des Volkes. Mohr, Tübingen 1968.
- Politische Ideengeschichte – Probleme eines interdisziplinären Forschungsbereichs. Mohr, Tübingen 1969.
- Interessengruppen in der Demokratie. Piper, München 1969; 5. Aufl. 1980.
- Die parlamentarischen Regierungssysteme in Europa. Piper, München 1970 (Teilw. zugl.: Heidelberg, Univ., Habil.-Schr., 1967).
- Das politische System Italiens. Kohlhammer, Stuttgart 1970.
- Die politische Elite in der Bundesrepublik Deutschland. Piper, München 1971; 2. Auflage 1974.
- Vom Faschismus zur Entwicklungsdiktatur. Machtelite und Opposition in Spanien. Piper, München 1971.
- Die politischen Theorien der Gegenwart. Piper, München 1972; 8. Auflage, Westdeutscher Verlag, Wiesbaden 2000.
- Ökonomie und Politik im Sozialismus. Ein Vergleich der Entwicklung in den sozialistischen Ländern. Piper, München 1975.
- Gewerkschaften und Arbeitsbeziehungen in kapitalistischen Ländern. Piper, München 1977.
- Sozialismus oder Wohlfahrtsstaat? Sozialpolitik und Sozialstruktur der Sowjetunion im Systemvergleich. Piper, München 1977.
- Das politische System der Bundesrepublik Deutschland. Westdeutscher Verlag, Wiesbaden 1979; 11. Auflage, VS Verlag für Sozialwissenschaften, Wiesbaden 2010.
- Interessengruppen in der Demokratie. 1980.
- Parteien in westlichen Demokratien. Piper, München 1982; 2. Auflage 1984.
- Die Sowjetunion in der Weltpolitik. Piper, München 1983; 2. Auflage 1985.
- Vorbild Amerika? Der Einfluss der amerikanischen Demokratie in der Welt. München 1986.
- Der Wiederaufbau. Architektur und Städtebaupolitik in beiden deutschen Staaten. Piper, München 1987.
- Der Vergleich in der Politikwissenschaft. Piper, München 1988.
- Right Wing Extremism in Western Europe. Frank Cass Publishers, London 1988.
- Hauptstadtsuche. Hauptstadtfunktionen im Interessenkonflikt zwischen Bonn und Berlin. Suhrkamp, Frankfurt am Main 1991.
- Theorie der Politik im 20. Jahrhundert. Von der Moderne zur Postmoderne. Suhrkamp, Frankfurt am Main 1991; 4. Auflage 2007.
- Die politische Klasse im Parteienstaat. Suhrkamp, Frankfurt am Main 1993; 2. Auflage 1995.
- Systemwechsel in Osteuropa. Suhrkamp, Frankfurt am Main 1994.
- Transition to Democracy in Eastern Europe. Palgrave Macmillan, London 1996.
- Der Gesetzgeber. Der Bundestag als Entscheidungszentrum. Westdeutscher Verlag, Opladen 1997
- Kulturpolitik zwischen staatlicher Steuerung und Gesellschaftlicher Autonomie. Westdeutscher Verlag, Opladen 1998.
- Die Kunst der Macht und die Gegenmacht der Kunst. Suhrkamp, Frankfurt am Main 1998.
- The Legislator. German Parliament as a Centre of Political Decision Making. Ashgate, Aldershot 1998.
- Die parlamentarische Demokratie. Westdeutscher Verlag, Opladen 1999.
- Parliamentary Democracy. Democratization, Destabilization, Reconsolidation 1789–1999. Macmillan, Basingstoke 2000.
- Parteien im Wandel. Von den Volksparteien zu den professionalisierten Wählerparteien. Westdeutscher Verlag, Wiesbaden 2000, 2. Auflage 2002.
- Politische Theorien in Russland 1789–1945. Westdeutscher Verlag, Wiesbaden 2001.
- Politische Theorien im Zeitalter der Ideologien. Westdeutscher Verlag, Wiesbaden 2002.
- Das Zeitalter der Avantgarden. Kunst und Gesellschaft 1905–1955. Beck, München 2005.
- Föderalismus und regionales Bewusstsein. Ein internationaler Vergleich. Beck, München 2007.
- Die Faszination des Exotischen. Exotismus, Rassismus und Sexismus in der Europäischen Kunst. Fink, München 2008.
- Geschichte der politischen Theorien in Deutschland 1300–2000. VS Verlag für Sozialwissenschaften, Wiesbaden 2009.
- Vergleichende Politikwissenschaft. VS Verlag für Sozialwissenschaften, Wiesbaden 2010.
- Kulturpolitik in Deutschland. Von der Staatskulturförderung zur Kreativwirtschaft. VS Verlag für Sozialwissenschaften, Wiesbaden 2012.
- Von der Postdemokratie zur Neodemokratie. VS Verlag für Sozialwissenschaften, Wiesbaden 2013 (engl.: From Post-Democracy to Neo-Democracy. Springer, Heidelberg 2018).
- Liberalismus. Theorien des Liberalismus und Radikalismus im Zeitalter der Ideologien 1789–1945. VS Verlag für Sozialwissenschaften, Wiesbaden 2013.
- Konservatismus. Theorien des Konservatismus und Rechtsextremismus im Zeitalter der Ideologien 1789–1945. VS Verlag für Sozialwissenschaften, Wiesbaden 2013.
- Sozialismus. Theorien des Sozialismus, Anarchismus und Kommunismus im Zeitalter der Ideologien 1789–1945. VS Verlag für Sozialwissenschaften, Wiesbaden 2013.
- Pioneer in the Study of Political Theory and Comparative Politics. VS Springer, Heidelberg 2014.
- On Politic Culture, Cultural Policy, Art and Politics. VS Verlag für Sozialwissenschaften, Wiesbaden 2014.
- Religionsgemeinschaften, Zivilgesellschaft und Staat. Zum Verhältnis von Politik und Religion in Deutschland. VS Verlag für Sozialwissenschaften, Wiesbaden 2015.
- Die Russland-Kontroverse. Eine Analyse des ideologischen Konflikts zwischen Russland-Verstehern und Russland-Kritikern. VS Verlag für Sozialwissenschaften, Wiesbaden 2016; 2. Auflage 2018.
- Bruchstücke der Erinnerung eines Sozialwissenschaftlers. VS Verlag für Sozialwissenschaften, Wiesbaden 2016.
- Rechtspopulismus – Ein Element der Neodemokratie. VS Verlag für Sozialwissenschaften, Wiesbaden 2018.
- Berlin. Von der Hauptstadtsuche zur Hauptstadtfindung. VS Verlag für Sozialwissenschaften, Wiesbaden 2019.
- Migrationspolitik. Über Erfolge und Misserfolge. VS Verlag für Sozialwissenschaften, Wiesbaden 2020.